# The Stage
The Stage é um jornal britânico semanal e um web site que cobrem a indústria do entretenimento, e particularmente o teatro. Foi fundada em 1880. Ele contém notícias, opiniões, especiais e publicidades, dirigido principalmente para aqueles que trabalham no teatro e nas artes dos espetáculos.
A primeira edição de The Stage foi publicada (sob o título The Stage Directory – a London and Provincial Theatrical Advertiser) em 1 de fevereiro de 1880, a um custo de três centavos, com doze páginas. A publicação foi mensal até 25 de março de 1881, quando foi produzida a primeira edição semanal. Ao mesmo tempo, o nome foi encurtado para The Stage e numeração da publicação foi reiniciada ao número 1.
A publicação foi uma joint venture entre o fundador Charles Lionel Carson (então com 33 anos de idade) e o gerente de negócios Maurice Comerford (26), operado a partir dos escritórios em frente ao Teatro Royal por Drury Lane.
The Stage entrou em um mercado lotado, com muitos outros títulos de teatro (incluindo The Era) em circulação. Rebaixando seus preços, Carson e Comerford diminuirão o valor do jornal para um centavo e logo era o único título restante em seu campo.
O jornal permaneceu como propriedade familiar. Após a morte, em 1937, do filho de Charles Carson, Lionel, que havia assumido o papel de diretor geral e editor, o controle passou para a família Comerford. O atual diretor-gerente, Hugh Comerford, é o bisneto do fundador Maurice.